# Карусо, Алекс
А́лекс Кару́со (англ. Alex Caruso; род. 28 февраля 1994 года в Колледж-Стейшене, Техас, США) — американский профессиональный баскетболист, играющий на позициях разыгрывающего и атакующего защитников. Чемпион НБА 2020 года в составе «Лос-Анджелес Лейкерс». Выступает за баскетбольный клуб «Оклахома-Сити Тандер». На студенческом уровне выступал за команду «Техас A&M Эджис», в составе которого в 2016 году попал во вторую сборную Юго-Восточной конференции.

## Школа и колледж
Карусо играл за школу A&M в Колледж-Стейшене, штат Техас под руководством тренера Расти Сиглера и Рика Германа. На втором году обучения в старшей школе набирал в среднем 18 очков и совершал 9 подборов, был включён в сборную штата, выбран в команду региональной ассоциации, а также MVP как лидер своей городской команды.
После окончания старшей школы присоединился к команды «Техас A&M Эггиз». За 137 матчей и четыре сезона в среднем статистика выглядела следующим образом: 8 очков, 4,7 результативные передачи и 2,02 перехвата. По итогам обучения в колледже стал лидером по количеству передач (649) и перехватов (276). На последнем году обучения был выбран во вторую сборную конференции SEC, а также в первую команду защиты конференции .

## Профессиональная карьера

### Оклахома-Сити Блю (2016—2017)
После выставления кандидатуры на драфт НБА 2016 года Карусо выступал в Летней лиге НБА за клуб «Филадельфия Севенти Сиксерс». 23 сентября 2016 года подписал контракт с «Оклахома-Сити Тандер», однако 17 октября был отчислен. 3 ноября 2016 года получил возможность выступать за фарм-клуб, «Оклахома-Сити Блю», выступающий в лиге развития.

### Лос-Анджелес Лейкерс (2017—2021)
Карусо присоединился к «Лос-Анджелес Лейкерс» в 2017 году в рамках Летней лиги НБА. После нескольких неплохих матчей, в том числе он заменил получившего повреждение Лонзо Болла, «Лейкерс» одержали победу, а игрок 13 июля 2017 года получил первый двусторонний контракт. Он стал первым игроком, который пришел из Лиги развития напрямую и заключил двусторонний контракт. Также помог «Лос-Анджелес Лейкерс» выиграть Летнюю лигу НБА 2017 года в Лас-Вегасе.
Дебютировал в официальном матче за «Лейкерс» 20 октября 2017 года в матче против «Лос-Анджелес Клипперс». За 12 минут на площадке набрал два очка, совершил один подбор, отдал две результативные передачи и совершил потерю.
6 июля 2019 года Карусо подписал двухлетний контракт с «Лейкерс» на $5,5 млн. 12 октября 2020 года стал чемпионом НБА в составе Лос-Анджелес Лейкерс.

### Чикаго Буллз (2021—2024)
10 августа 2021 года Карусо подписал четырехлетний контракт с «Чикаго Буллз» на сумму 37 миллионов долларов.
21 января 2022 года во время матча против «Милуоки Бакс», защитник «Бакс» Грейсон Аллен грубо сфолил на Карусо, в результате чего тот упал на паркет и повредил запястье. Аллен был удален до конца матча. На следующий день «Буллз» объявили, что у Карусо перелом правого запястья и ему будет сделана операция, в результате которой он выбыл как минимум на 6-8 недель.
13 марта 2022 года после 22 пропущенных игр Карусо вернулся на площадку в матче против «Кливленд Кавальерс», набрав 11 очков, 4 передачи и 4 перехвата со скамейки запасных. Болельщики «Буллс» встретили Карусо овациями стоя.
В конце сезона 2022/23 Карусо впервые был включен в первую сборную всех звёзд защиты НБА.

### Оклахома-Сити Тандер (2024–настоящее время)
21 июня 2024 года Карусо был обменян в «Оклахому-Сити Тандер» на Джоша Гидди.
22 декабря Карусо и «Тандер» договорились о продлении контракта на четыре года и 81 миллион долларов.
В своем первом сезоне с командой Карусо заработал свое второе чемпионство, выиграв финал НБА 2025 года в семи играх против «Индианы Пэйсерс». Он был ключевым игроком на скамейке запасных во время финальной серии, набрав по 20 очков во 2-й и 4-й игре — обе были победные для «Тандер» — прежде чем закончить финальную серию со средним показателем в 10,1 очков и 3,6 подборов.

## Статистика

### Статистика в НБА
| Сезон                                                                                    | Команда | Регулярный сезон | Регулярный сезон | Регулярный сезон | Регулярный сезон | Регулярный сезон | Регулярный сезон | Регулярный сезон | Регулярный сезон | Регулярный сезон | Регулярный сезон | Регулярный сезон | Серия плей-офф | Серия плей-офф | Серия плей-офф | Серия плей-офф | Серия плей-офф | Серия плей-офф | Серия плей-офф | Серия плей-офф | Серия плей-офф | Серия плей-офф | Серия плей-офф |
| Сезон                                                                                    | Команда | GP               | GS               | MPG              | FG%              | 3P%              | FT%              | RPG              | APG              | SPG              | BPG              | PPG              | GP             | GS             | MPG            | FG%            | 3P%            | FT%            | RPG            | APG            | SPG            | BPG            | PPG            |
| ---------------------------------------------------------------------------------------- | ------- | ---------------- | ---------------- | ---------------- | ---------------- | ---------------- | ---------------- | ---------------- | ---------------- | ---------------- | ---------------- | ---------------- | -------------- | -------------- | -------------- | -------------- | -------------- | -------------- | -------------- | -------------- | -------------- | -------------- | -------------- |
| 2017/18                                                                                  | Лейкерс | 37               | 7                | 15,2             | 43,1             | 30,2             | 70,0             | 1,8              | 2,0              | 0,6              | 0,3              | 3,6              | Не участвовал  | Не участвовал  | Не участвовал  | Не участвовал  | Не участвовал  | Не участвовал  | Не участвовал  | Не участвовал  | Не участвовал  | Не участвовал  | Не участвовал  |
| 2018/19                                                                                  | Лейкерс | 25               | 4                | 21,2             | 44,5             | 48,0             | 79,7             | 2,7              | 3,1              | 1,0              | 0,4              | 9,2              | Не участвовал  | Не участвовал  | Не участвовал  | Не участвовал  | Не участвовал  | Не участвовал  | Не участвовал  | Не участвовал  | Не участвовал  | Не участвовал  | Не участвовал  |
| 2019/20                                                                                  | Лейкерс | 64               | 2                | 18,4             | 41,2             | 33,3             | 73,4             | 1,9              | 1,9              | 1,1              | 0,3              | 5,5              | 21             | 1              | 24,3           | 42,5           | 27,9           | 80,0           | 2,3            | 2,8            | 1,1            | 0,6            | 6,5            |
| 2020/21                                                                                  | Лейкерс | 58               | 6                | 21,0             | 43,6             | 40,1             | 64,5             | 2,9              | 2,8              | 1,1              | 0,3              | 6,4              | 6              | 0              | 20,1           | 36,8           | 29,4           | 100,0          | 1,3            | 0,5            | 0,2            | 0,7            | 5,8            |
| 2021/22                                                                                  | Чикаго  | 41               | 18               | 28,0             | 39,8             | 33,3             | 79,5             | 3,6              | 4,0              | 1,7              | 0,4              | 7,4              | 4              | 4              | 28,4           | 39,1           | 38,9           | -              | 2,8            | 4,3            | 1,3            | 1,0            | 6,3            |
| 2022/23                                                                                  | Чикаго  | 67               | 36               | 23,5             | 45,5             | 36,4             | 80,8             | 2,9              | 2,9              | 1,5              | 0,7              | 5,6              | Не участвовал  | Не участвовал  | Не участвовал  | Не участвовал  | Не участвовал  | Не участвовал  | Не участвовал  | Не участвовал  | Не участвовал  | Не участвовал  | Не участвовал  |
| 2023/24                                                                                  | Чикаго  | 71               | 57               | 28,7             | 46,8             | 40,8             | 76,0             | 3,8              | 3,5              | 1,7              | 1,0              | 10,1             | Не участвовал  | Не участвовал  | Не участвовал  | Не участвовал  | Не участвовал  | Не участвовал  | Не участвовал  | Не участвовал  | Не участвовал  | Не участвовал  | Не участвовал  |
|                                                                                          | Всего   | 363              | 130              | 22,7             | 44,0             | 38,0             | 75,1             | 2,9              | 2,9              | 1,3              | 0,5              | 6,8              | 31             | 5              | 24,0           | 40,8           | 30,2           | 81,3           | 2,2            | 2,5            | 0,9            | 0,6            | 6,4            |
| Наведите курсор мыши на аббревиатуры в заголовке таблицы, чтобы прочесть их расшифровку. |         |                  |                  |                  |                  |                  |                  |                  |                  |                  |                  |                  |                |                |                |                |                |                |                |                |                |                |                |

### Статистика в Джи-Лиге
| Сезон                                                                                    | Команда           | Регулярный сезон | Регулярный сезон | Регулярный сезон | Регулярный сезон | Регулярный сезон | Регулярный сезон | Регулярный сезон | Регулярный сезон | Регулярный сезон | Регулярный сезон | Регулярный сезон | Серия плей-офф | Серия плей-офф | Серия плей-офф | Серия плей-офф | Серия плей-офф | Серия плей-офф | Серия плей-офф | Серия плей-офф | Серия плей-офф | Серия плей-офф | Серия плей-офф |
| Сезон                                                                                    | Команда           | GP               | GS               | MPG              | FG%              | 3P%              | FT%              | RPG              | APG              | SPG              | BPG              | PPG              | GP             | GS             | MPG            | FG%            | 3P%            | FT%            | RPG            | APG            | SPG            | BPG            | PPG            |
| ---------------------------------------------------------------------------------------- | ----------------- | ---------------- | ---------------- | ---------------- | ---------------- | ---------------- | ---------------- | ---------------- | ---------------- | ---------------- | ---------------- | ---------------- | -------------- | -------------- | -------------- | -------------- | -------------- | -------------- | -------------- | -------------- | -------------- | -------------- | -------------- |
| 2016/17                                                                                  | Оклахома-Сити Блю | 50               | 46               | 30,3             | 45,9             | 40,1             | 74,9             | 3,9              | 5,2              | 2,2              | 0,6              | 11,9             | 6              | 6              | 31,1           | 41,5           | 25,0           | 64,5           | 3,5            | 6,3            | 1,8            | 0,5            | 11,2           |
| 2017/18                                                                                  | Саут-Бей Лейкерс  | 29               | 25               | 30,7             | 50,0             | 38,7             | 82,4             | 3,8              | 7,7              | 2,0              | 0,4              | 19,0             | 1              | 0              | 28,4           | 46,7           | 0,0            | 100,0          | 6,0            | 2,0            | 3,0            | 0,0            | 20,0           |
| 2018/19                                                                                  | Саут-Бей Лейкерс  | 27               | 26               | 28,5             | 41,0             | 26,9             | 81,0             | 3,7              | 5,9              | 2,2              | 0,6              | 14,0             | Не участвовал  | Не участвовал  | Не участвовал  | Не участвовал  | Не участвовал  | Не участвовал  | Не участвовал  | Не участвовал  | Не участвовал  | Не участвовал  | Не участвовал  |
|                                                                                          | Всего             | 106              | 97               | 29,9             | 45,9             | 35,8             | 79,2             | 3,8              | 6,1              | 2,1              | 0,5              | 14,4             | 7              | 6              | 30,7           | 42,6           | 20,0           | 70,3           | 3,9            | 5,7            | 2,0            | 0,4            | 12,4           |
| Наведите курсор мыши на аббревиатуры в заголовке таблицы, чтобы прочесть их расшифровку. |                   |                  |                  |                  |                  |                  |                  |                  |                  |                  |                  |                  |                |                |                |                |                |                |                |                |                |                |                |

### Статистика в NCAA
| Сезон | Команда   | Conf  | Class | GP  | GS  | MPG  | FG%  | 3P%  | FT%  | RPG | APG | SPG | BPG | PPG |
| --- | --------- | ----- | ----- | --- | --- | ---- | ---- | ---- | ---- | --- | --- | --- | --- | --- |
| 2012/13 | Техас A&M | SEC   | FR    | 33  | 17  | 24,7 | 37,3 | 26,5 | 60,0 | 3,2 | 3,4 | 1,8 | 0,5 | 5,5 |
| 2013/14 | Техас A&M | SEC   | SO    | 34  | 33  | 29,8 | 46,0 | 33,3 | 68,5 | 3,6 | 5,0 | 2,0 | 0,8 | 9,0 |
| 2014/15 | Техас A&M | SEC   | JR    | 33  | 33  | 31,5 | 46,3 | 36,6 | 68,5 | 4,5 | 5,5 | 2,1 | 0,1 | 9,1 |
| 2015/16 | Техас A&M | SEC   | SR    | 37  | 37  | 28,8 | 50,2 | 36,8 | 78,5 | 3,6 | 5,0 | 2,1 | 0,4 | 8,1 |
| Всего | Всего     | Всего | Всего | 137 | 120 | 28,7 | 45,5 | 34,0 | 68,5 | 3,7 | 4,7 | 2,0 | 0,4 | 8,0 |
| Наведите курсор мыши на аббревиатуры в заголовке таблицы, чтобы прочесть их расшифровку Статистика приведена с сайта sports-reference.com |           |       |       |     |     |      |      |      |      |     |     |     |     |     |